# 9133 d'Arrest
9133 d'Arrest eller 3107 P-L är en asteroid i huvudbältet som upptäcktes den 25 september 1960 av den nederländsk-amerikanske astronomen Tom Gehrels och det nederländska astronomparet Ingrid van Houten-Groeneveld och Cornelis Johannes van Houten vid Palomarobservatoriet. Den är uppkallad efter den tyske astronomen Heinrich Louis d'Arrest.
Asteroiden har en diameter på ungefär 4 kilometer och den tillhör asteroidgruppen Eunomia.